# Apiosporina collinsii
Apiosporina collinsii är en svampart som först beskrevs av Ludwig David von Schweinitz, och fick sitt nu gällande namn av Franz Xaver von Höhnel 1910. Apiosporina collinsii ingår i släktet Apiosporina och familjen Venturiaceae.   Inga underarter finns listade i Catalogue of Life.